# Paloznak
Paloznak község a Balaton északi partján. Ma Veszprém vármegye Balatonfüredi járásának része, de korábban  – Szent István magyar király korától egészen az 1945-ös megyerendezésig – Zala vármegyéhez tartozott.
Első ismert, írásos említése a veszprémvölgyi monostor adománylevelében található a 970-es évekből, de területe a régészeti leletekből ítélve legalább 5000 éve lakott lehet. Önkormányzata a Balaton-felvidék hagyományos faluképének megőrzéséért 1998-ban Hild-díjat kapott. A mai település életében meghatározó tevékenységek a borászat és a turizmus kiszolgálása; a Balatonhoz kötődő egyéb foglalkozások jelenléte – mint például a halászaté – kevésbé jellemző, elsősorban azért, mert a tópartnak csak csekély szakasza tartozik a községhez, annak is nagyobb részén magán üdülőtelkek találhatók.

## Fekvése
Paloznak a Balaton északi-partján a Bakony déli lábánál található.
A közvetlenül határos települések: északkelet felől Lovas (melytől mindössze 2 kilométer távolság választja el), kelet felől Alsóörs, nyugat felől Csopak, északnyugat felől pedig Veszprémfajsz. Északon pontszerűen határos még Felsőörssel, illetve csekély vízterületei révén a tó déli partján fekvő Siófokkal is. A legközelebbi nagyobb város Balatonfüred, nagyjából 6 kilométerre nyugat-délnyugati irányban.
A hegyoldalban található a Hampaszkút és az abból eredő ér, amelynek vize a falutól délkeletre található Vöröspart mocsarába ömlik. Szintén a Vöröspartba torkollik a Lovas felől érkező Lovasi-séd. Kisebb vízfolyásként még szót kell ejteni a Csopak határától nem messze folyó Igmándi-érről is. A fentiekben már említett Vöröspart a falu keleti határán található lápos és sekély vizű terület. Élővilága igen gazdag: sok madár, hüllő, hal, kisemlős, és kétéltűfaj él itt. Vizét egy patak vezeti a Balatonba.

### Megközelítése
Legfontosabb közúti megközelítési útvonala a 71-es főút, mely a belterülete déli széle mellett húzódik, ezen érhető el Alsóörs vagy Csopak érintésével. Központján az (ezen a szakaszon 7221-es számozást viselő), úgynevezett római út halad keresztül, ezen Lovas, illetve Csopak ófaluja felől közelíthető meg. Északi külterületeit átszeli még a 73-as főút is.
Bár a Börgönd–Szabadbattyán–Tapolca-vasútvonal a falu határában halad el, a vasútnak nincs megállási pontja a határai között; a legközelebbi vasúti csatlakozási lehetőségeket Csopak megállóhely vagy Alsóörs vasútállomás kínálja. Rendszeres buszjáratok közlekednek viszont a települést érintően, mind Balatonfüred, mind Veszprém felől.

## Növényzete, éghajlata
A falu időjárását befolyásolja a Balaton közelsége, a helyi mikroklíma nagymértékben eltér a fennsík éghajlatától: a terület szélvédett, enyhe klímájú. A falu talaját az agyagos homok és a vörös színű kötött márga, valamint a vörös homokkő határozza meg. Az erdőkben tölgy, bükk és fenyő található, megterem az őszi-, a sárgabarack, füge és a szőlő. Paloznakra jellemző fafajta a mandula. Több helyen találkozni vele. Előforduló lágy szárú növények: hóvirág, borágó, tavaszi kankalin, téltemető.

## A falu történelme
A tájon mintegy ötezer évvel ezelőtt már megjelentek különféle embercsoportok. Az őskori emberek a Tódi-dülő vízforrásainak közelében földbe ásott lakásokban laktak, melyek nyomait és újkőkori cserépedények maradványait találták meg a régészek. Kitűnő éghajlata miatt folyamatosan lakott terület volt az ókorban is. Paloznak határában két római kori tanyagazdaság (villa rustica) maradványai kerültek elő. A falu nevének etimológiája szláv eredetű lakosságra utal: a „loznik” szó szőlőskertet jelent, a „po loznik” szláv nyelven annyit tesz, hogy „a szőlőskertek alatt”. A honfoglalás idején az Árpád-ház uralta a környék birtokait, ebből az időből 1914-ben egy lovassír maradványai kerültek elő.
Az első ismert magánoklevél 1079-ből Guden vitéz végrendelete, melyben László király vitéze Paloznakon fekvő javait királyi engedéllyel a veszprémi egyházra hagyja.
Tudja meg a kiváló gondosságú László király és a hit minden követője, hogy én, Guden, aki sokáig fáradtam uramnak, a királynak szolgálatában és munkájában, hogy az ő engedelmével és beleegyezésével lelkem váltságára Szent Mihálynak adtam minden tudott vagy elrejtett kincsemet, amim csak Paloznakon volt, tudniillik egy egyházat, minden javával a kanonokok hatalma alá, ezenkívül öt mansio szolgát, két ekét, tizenegy szőlőt, húsz ökröt, háromszáz juhot, réteket, szántókat, gyümölcsfákat, erdőt. Ezt, amit Szent Mihálynak adtam, nem a püspök, hanem a kanonokok szolgálatára adtam, hogy ebből évente felüdülésük legyen, és lelkemről megemlékezzenek. De főként azt hozom minden ember tudomására, hogy a király ebben az ügyben szabad rendelkezést engedélyezett nekem a dömösi kúriában, amikor télidőben a németek megsemmisítésére készült. Ennek az elhatározásomnak és intézkedésemnek tanúi Gurcu esztergomi ispán, Erneus fia Szella, Márton prépost, Suni dékán, Tefil bíró, Péter a veje, Gellért mester, Ábrahám, Uchuga, Mihály pap, Ezicius és egész Magyarország többi előkelői. Én, szegény, főként azt kérem az én uramtól, hogy emlékezzék meg szolgálatomról, és halálom után ne semmisítse meg azt, amit életemben megengedett.
Paloznak nevének első említése a veszprémi apácakolostor adománylevelében található.
1305-ben egy szökési kísérletről írt egy oklevél. E szerint az év során a veszprémi egyház jobbágyai, Scenes és fiai (Miklós és András), továbbá rokonaik Tamás fia Péter, Guge fia Ivanka, Jakab fia Simon, Mihály fiai Máté és István nem bírták kifizetni a rájuk kirótt 110 márkás bírságot. Ezért úgy döntöttek, hogy a távoli Siklósra szöknek, ahol elbújnának és letelepednének. A tervük nem jött össze, ugyanis Siklóson elkapták őket, és hazaszállították.
Az 1400-as évekre a falu legnagyobb birtokosa a veszprémi Mihály arkangyal egyházból kivált káptalan lett. A török hódoltság ideje alatt Paloznak – más Balaton-felvidéki falvaktól eltérően – nem néptelenedett el. A reformáció ideje alatt a gyülekezet a régi katolikus templomot foglalta el, és 1749-ig a birtokában tartotta, majd a XVII. század végén a Csopak-Kövesd-Paloznak református anyaegyház saját templom építésébe fogott Csopakon. A filoxéra-vész Paloznakot sem kímélte, 1888-ra minden szőlő elpusztult. A szőlők újratelepítése 1900-as évek elején megindult.

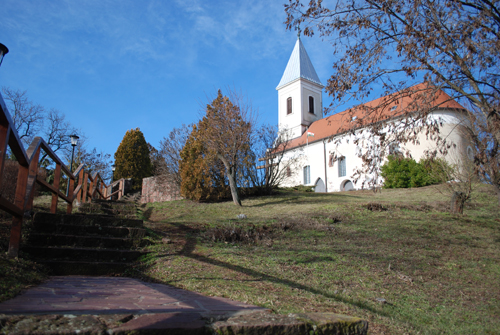
Paloznak Árpád-kori római katolikus temploma

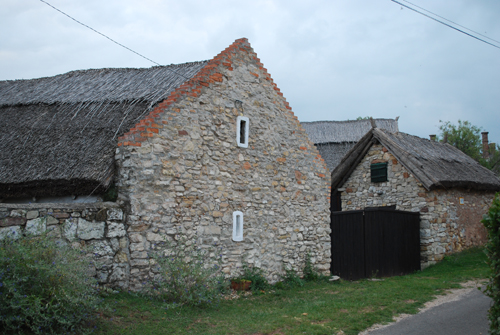
Paloznaki utcarészlet

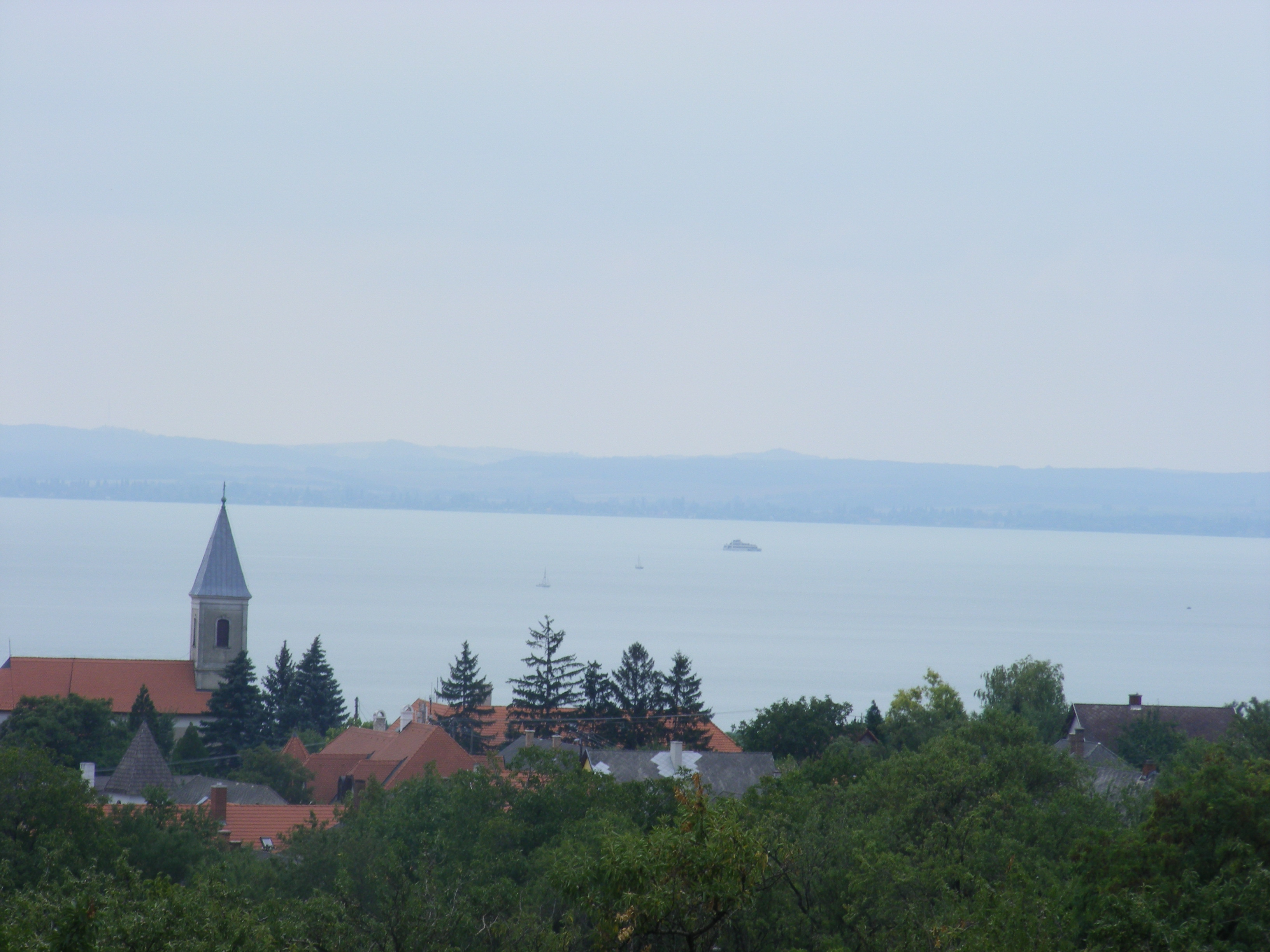
Paloznak nyáron, háttérben a Balaton

Paloznak 1961-ben az Alsóörs-Lovas-Paloznak közös tanács részeként elvesztette önállóságát, a közös tanács székhelye Alsóörs lett. A döntés elégedetlenséget szült, s ennek következtében 1969-ben Paloznak Csopakkal alkotott közös tanácsot. 1974-ben megszűnt a paloznaki általános iskola, a paloznaki diákok ezután Csopakra jártak iskolába. 1990-től Paloznak ismét önálló lett, saját polgármesterrel és képviselő-testülettel. A faluban 1992-től Falunapokat tartanak. Az 1993-ban elkészült faluházat Antall József miniszterelnök avatta fel, emlékét mellszobor őrzi a templom mellett. Ugyancsak ekkortájt újították fel a Polgármesteri Hivatalt, a falu csatornát, gázhálózatot kapott, az évtized végén modern játszótér épült. 1998-ban – első kisközségként – Paloznak Hild-díjat kapott. Paloznak Lovassal együttműködve körjegyzőséget hozott létre. 2010-ig a Balaton Riviera Turisztikai Egyesület tagja.

## Címer
Paloznak község címere függőleges és vízszintes felezéssel négy egyenlő mezőre osztott, alul csúcsos ívelt vonalakkal határolt címerpajzs. A heraldikai jobb felső kék mezőben szürkés lábazatú és sötétbarna tetejű fehér harangtorony - a református harangláb - található, a heraldikai jobb alsó zöld mezőben aranyokker szőlőfürt a szőlészet meghatározó jelentőségére utal, a heraldikai bal felső fehér mezőben három zöld stilizált hegy a Kishegyet, a Nagyhegyet, illetve a Csákányhegyet jelképezi, a heraldikai bal alsó fehér mezőben fehér tarajú kék stilizált hullámok a Balaton közelségét jelzik.

## Közlekedés
- Közút: a Paloznakon áthaladó római útról közvetlenül elérhető Csopak és Lovas. A falu déli határában halad a 71-es számú főút, amin keresztül eljuthatunk Balatonfüredre vagy Balatonalmádiba, illetve Csopak érintésével Veszprémbe. Az autóbuszjáratok hasonló útvonalon közlekednek.
- Vasút: a két legközelebbi vasúti csatlakozási lehetőség Alsóörsön és Csopakon található.
- Hajó: menetrend szerint indulnak hajók Alsóörsről és Csopakról
- A balatoni kerékpárkörút Paloznak falu határában halad.[5]

## Közélete

### Polgármesterei
- 1990–1994: Balogh Lajos (független)[6]
- 1994–1998: Balogh Lajos (független)[7]
- 1998–2002: Czeglédy Ákos (független)[8]
- 2002–2006: Czeglédy Ákos (független)[9]
- 2006–2010: Czeglédy Ákos (független)[10]
- 2010–2014: Czeglédy Ákos (független)[11]
- 2014–2019: Czeglédy Ákos (független)[12]
- 2019–2024: Czeglédy Ákos (független)[13]
- 2024– : Szente Ádám (független)[1]

## Népesség
A település népességének változása:
| Lakosok száma | 441  | 437  | 428  | 516  | 536  | 550  | 554  |
|               | 2013 | 2014 | 2015 | 2021 | 2022 | 2023 | 2024 |

A 2011-es népszámlálás során a lakosok 91%-a magyarnak, 6,9% németnek mondta magát (7,8% nem nyilatkozott; a kettős identitások miatt a végösszeg nagyobb lehet 100%-nál). A vallási megoszlás a következő volt: római katolikus 56,3%, református 15,6%, evangélikus 3,1%, felekezeten kívüli 7,3% (15,4% nem nyilatkozott).
2022-ben a lakosság 88,6%-a vallotta magát magyarnak, 1,7% németnek, 0,4% szlováknak, 0,2% cigánynak, 4,1% egyéb, nem hazai nemzetiségűnek (11,2% nem nyilatkozott; a kettős identitások miatt a végösszeg nagyobb lehet 100%-nál). Vallásuk szerint 36,8% volt római katolikus, 10,1% református, 2,1% evangélikus, 0,2% ortodox, 1,1% egyéb keresztény, 0,6% egyéb katolikus, 9,1% felekezeten kívüli (39,4% nem válaszolt).

## Paloznak díszpolgárai
- Szendi György tanító posztumusz (1999)
- Habsburg Ottó, a Páneurópai Unió elnöke (2000)
- Karl Joseph Rauber pápai nuncius (2000)
- Márffy István (2000)
- Dr. Csontos Gyula plébános posztumusz (2001)
- vitéz Ajtós József László esperes plébános (2002)
- Dr. Vörösmarty Dániel professzor (2003)
- Makk Károly filmrendező (2005)
- Haumann Péter színművész (2006)
- Ponori Thewrewk Aurél csillagász(2009)
- Rusorán Péter olimpiai bajnok vízilabdázó, edző (2010)
- Prazsák Józsefné

## „Paloznakért” kitüntetés
- 2001. id. Tislér Géza református lelkész
- 2001. Léber Károly polgárőrség vezetője a Közrendvédelmi alapítvány elnöke
- 2002. Prazsák Józsefné Paloznak Jövőjéért Közalapítvány elnöke
- 2002. Bartl Gézáné nyugalmazott óvónő
- 2003. Paloznaki Hímzőkör
- 2003. Kováts Imre Paloznaki Hírmondó tipográfia és nyomdai előkészítés
- 2004. Dr. Bóka István országgyűlési képviselő, Balatonfüred polgármestere
- 2004. Rajnai Árpádné asszonyklub
- 2005. Király Pince Paloznak
- 2005. Dr. Garbai László a Paloznak Jövőjéért Közalapítvány kuratóriumi tagja
- 2006. Keller József volt önkormányzati képviselő a római katolikus egyház világi elnöke
- 2007. Héhn Gyula nyugalmazott iskolaigazgató
- 2007. Rajnai Árpád volt alpolgármester
- 2008. Szuper Miklósné a Paloznaki Hímzőkör vezetője
- 2009. Steinbach István évtizedes kiemelkedő közösségi munkájáért
- 2009. Jutasi Sándorné zászlóanya
- 2010. Török Imre évtizedes kiemelkedő közösségi munkájáért
- 2010. Nagy Mihályné könyvtáros
- 2011. Bakonyi Györgyné nyugdíjasklub vezető
- 2011.  Szilassy Albertné védőnő
- 2012. Paloznaki Kórus, a községben működő énekkar tagjai
- 2013. Dr. Balogh Emil
- 2013. Tóth Gáborné
- 2014. Simon Györgyné
- 2014. Szántiné Váradi Zsuzsanna

## Paloznak nevezetességei

### Építészet

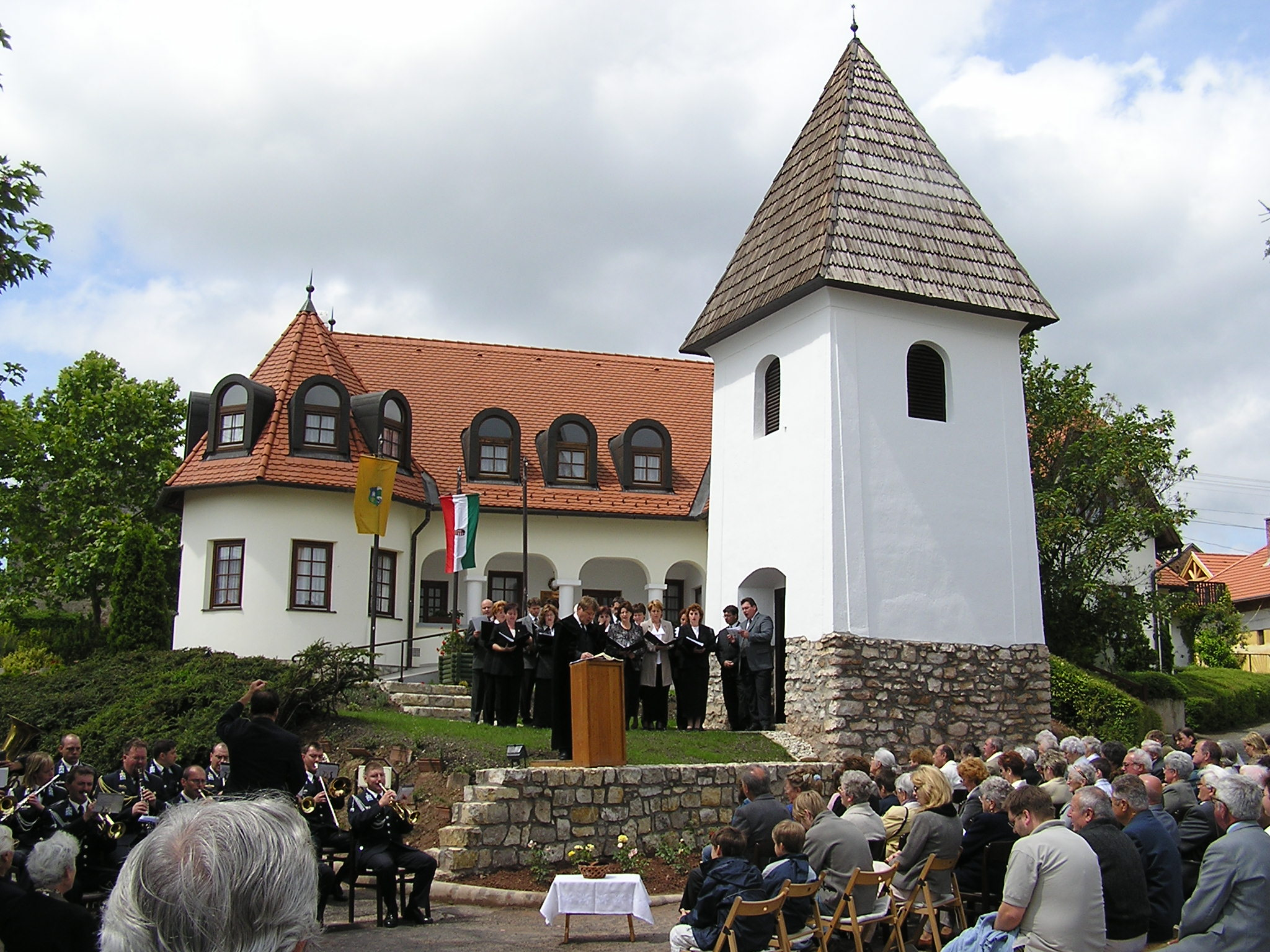
Harangláb Paloznakon

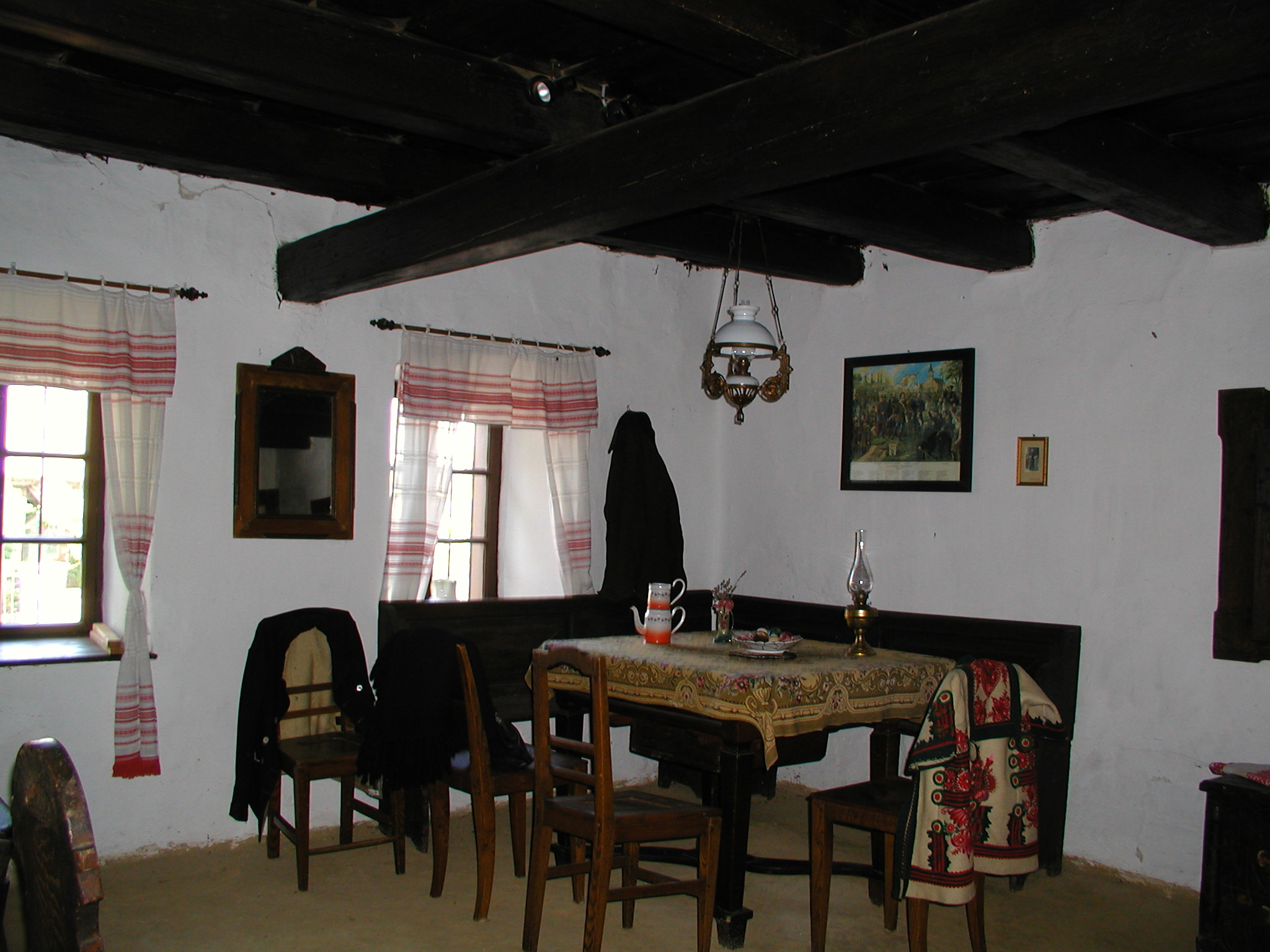
A paloznaki tájház egyik szobája

Paloznak legfőbb idegenforgalmi vonzereje a Balaton-felvidékre jellemző hagyományos falusi hangulat. A falu 1998-ban Hild-érmet kapott azért, mert a település fejlesztése a hagyományos értékek megőrzése mellett történt. Paloznak nevezetes épületei közé tartozik az Árpád-kori katolikus templom gótikus részleteivel, a református harangláb, a népi építészet hagyományos stílusjegyeit őrző egykori Diószegi-ház, a Pongrácz-kastély.
- Antall József-emléktábla (Polgármesteri Hivatal)
- Antall József-szobor (templomkert)
- Árpád-kori római katolikus templom
- Hampaszkút
- Hősök kútja, '48-as emléktábla
- Játszótér
- Kálvária
- Kossuth-emléktábla (Kossuth u.)
- Millenniumi park
- Népi parasztházak,
- Makk-ház,
- Olaszrizling-tanösvény,
- Pongrácz-kastély
- Református Harangláb
- Sárkányos-kút
- Szent Donát-szobor
- Szent László király szobra
- Tájház. A népi építészet stílusjegyeit őrzi, egykoron Diószegi-háznak is nevezték, a falu egyik fő nevezetessége, melyben állandó néprajzi kiállítás működik és tekinthető meg.
- Vincellérházak
- Viráglány-szobor
- Szőlő-szobor
- Biciklis pihenő interaktív, játékos táblákkal a 71-es főút mellett, a falu "kapujában"

### Rendezvények
Paloznaki rendezvénynaptár

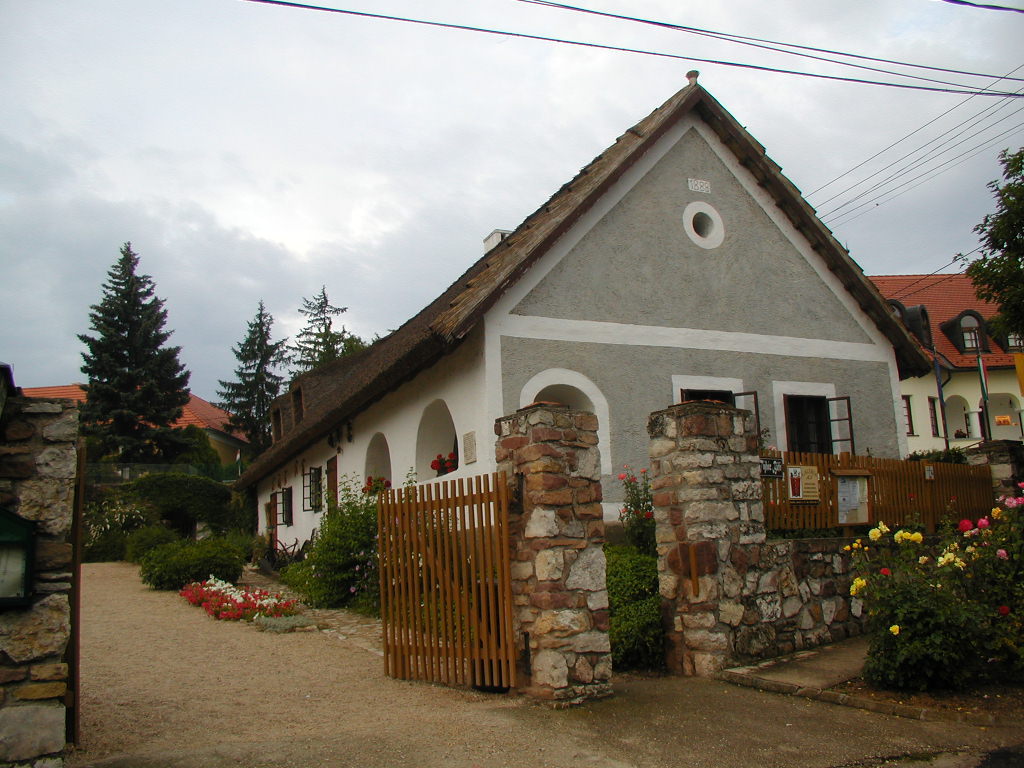
A tájház a Fő utcában

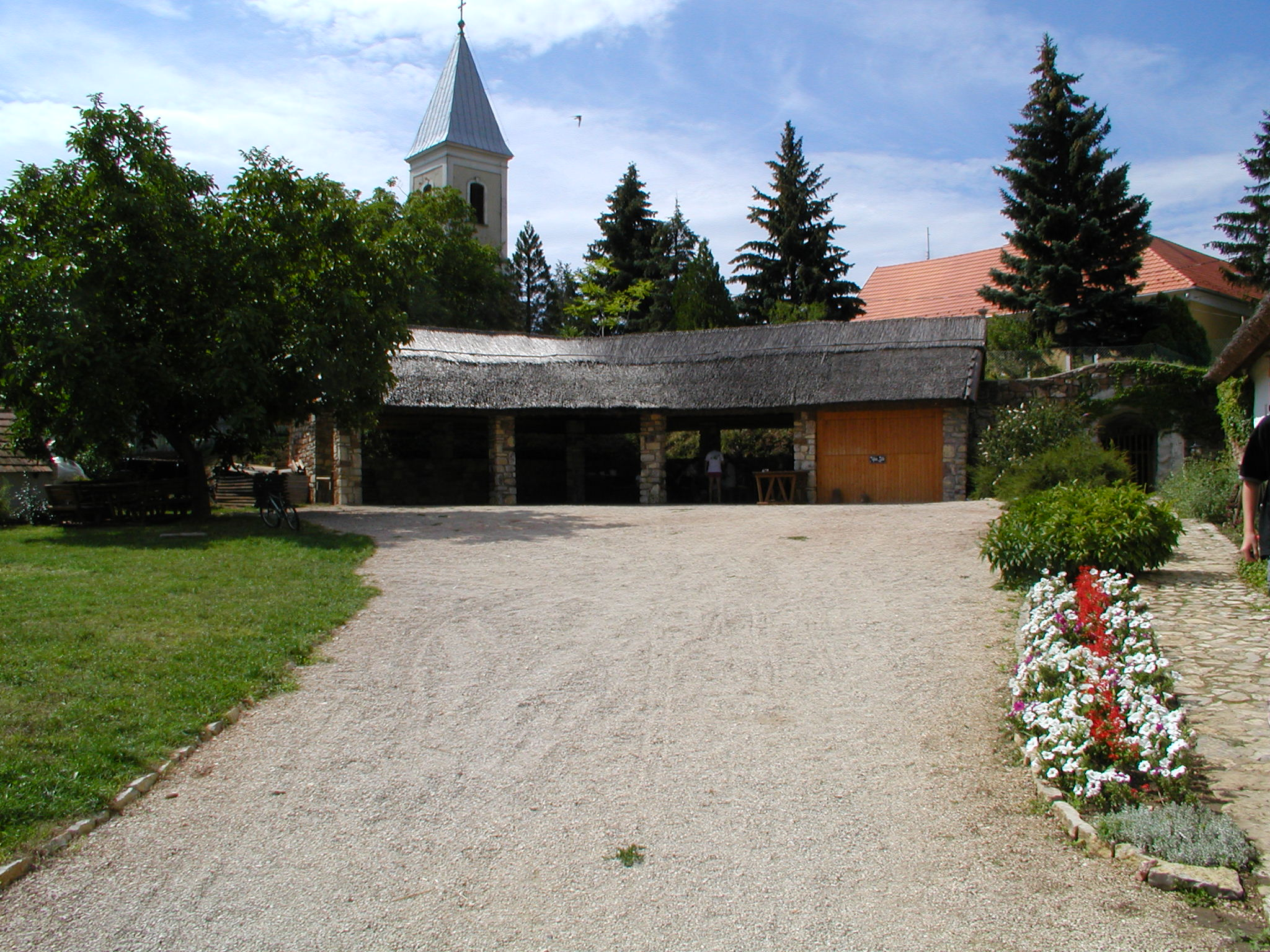
A tájház udvara

Paloznakon az Önkormányzat és a helyi szervezetek (PaCi, a „Paloznak Jövőjéért” Közalapítvány) segítségével számos kulturális és sportrendezvényt szerveznek a falu és a térség lakosai számára.
- Szüret-elő: minden év szeptember első hétvégéjén rendezik, 2008 óta.[18]
- Paloznaki Falunapok: minden év szeptember utolsó hétvégéjén rendezik meg.[19]
- Libanap, Márton naphoz kapcsolódó libasütés és újbor mustra.[20][21]
- Paloznaki Hímzőkör kiállításai a Faluház nagytermében, ahol más kisebb rendezvényeket is tartanak.
- Boda Balázs és Oláh Kati művész-házaspár galériája és kiállítása.
- Disznóvágás, minden év január-február havában megrendezett falusi mulatság.[22]
- Paloznaki Jazzpiknik (minden év augusztus elején)

### Kiadványok
- Paloznaki Hírmondó, havonta megjelenő, a falu életéről szóló újság.

## Lakosok
A falu lakosságának 98,3%-a magyar nemzetiségű, németnek 2,6% vallja magát. A 2001-es népszámlálás adatai alapján a lakosok 63,6%-a római katolikus, 24,6%-a református, 1,7%-a evangélikus vallású, nem tartozik egyházhoz vagy nem válaszolt a kérdésre 9%.

## Sport, szabadidő
- labdarúgásra van lehetőség a műfüves pályán
- pingpong a Szent József-házban
- biciklizés kerékpárúton
- túrázás a falu körül/turistaúton
- horgászat
- nyári pajtamozi a tájház udvarán a szín alatt
- a Teleházban számítógépezés, internet-hozzáférés
- könyvtár
- strand
- camping

## Vendéglátóegységek

### Éttermek, borozók
- Sáfránkert Vendéglő[23]
- Tájház Büfé
- Nosztori Kalandpark
- Papa Borozója
- Venyige Porta
- Homola Borterasz[24]

### Szállás
- Vendégház
- Európa Camping
- Vendégfogadó és Ingatlanközvetítő Szolgálat

## Civil szervezetek
- "Paloznak Jövőjéért" Közalapítvány
- Közrendvédelmi Alapítvány
- Csopak-Paloznak Horgászegyesület[25]
- Paloznaki Civil Egyesület (PaCi)
- Paloznaki Szőlőhegyi Egyesület
- Asszonyklub

## Testvérvárosok
- Pálpataka, Románia (1998 óta)
- Korond, Románia
- Vásárút,  Szlovákia (2022)

## Képgaléria

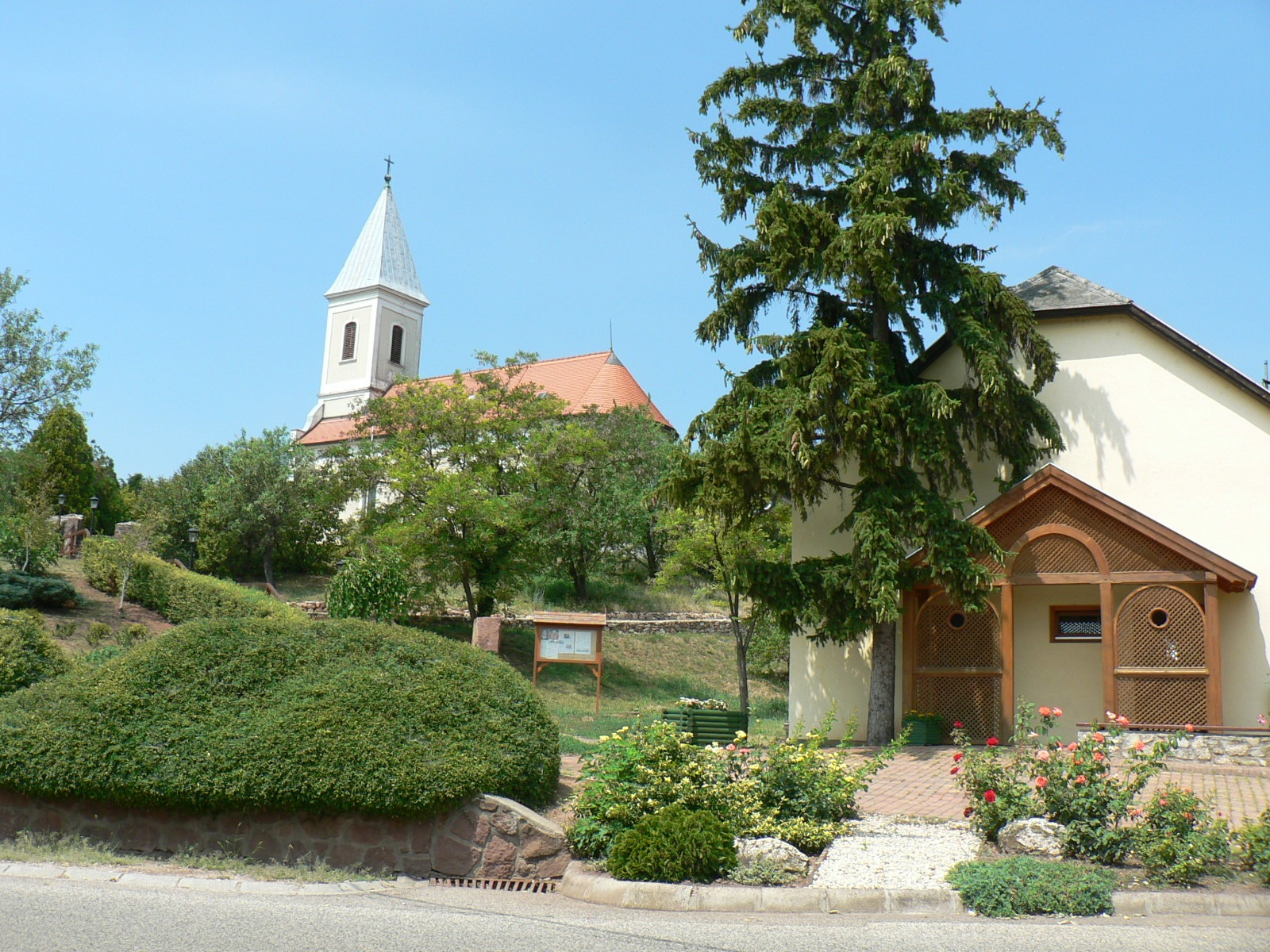
Paloznak faluközpont
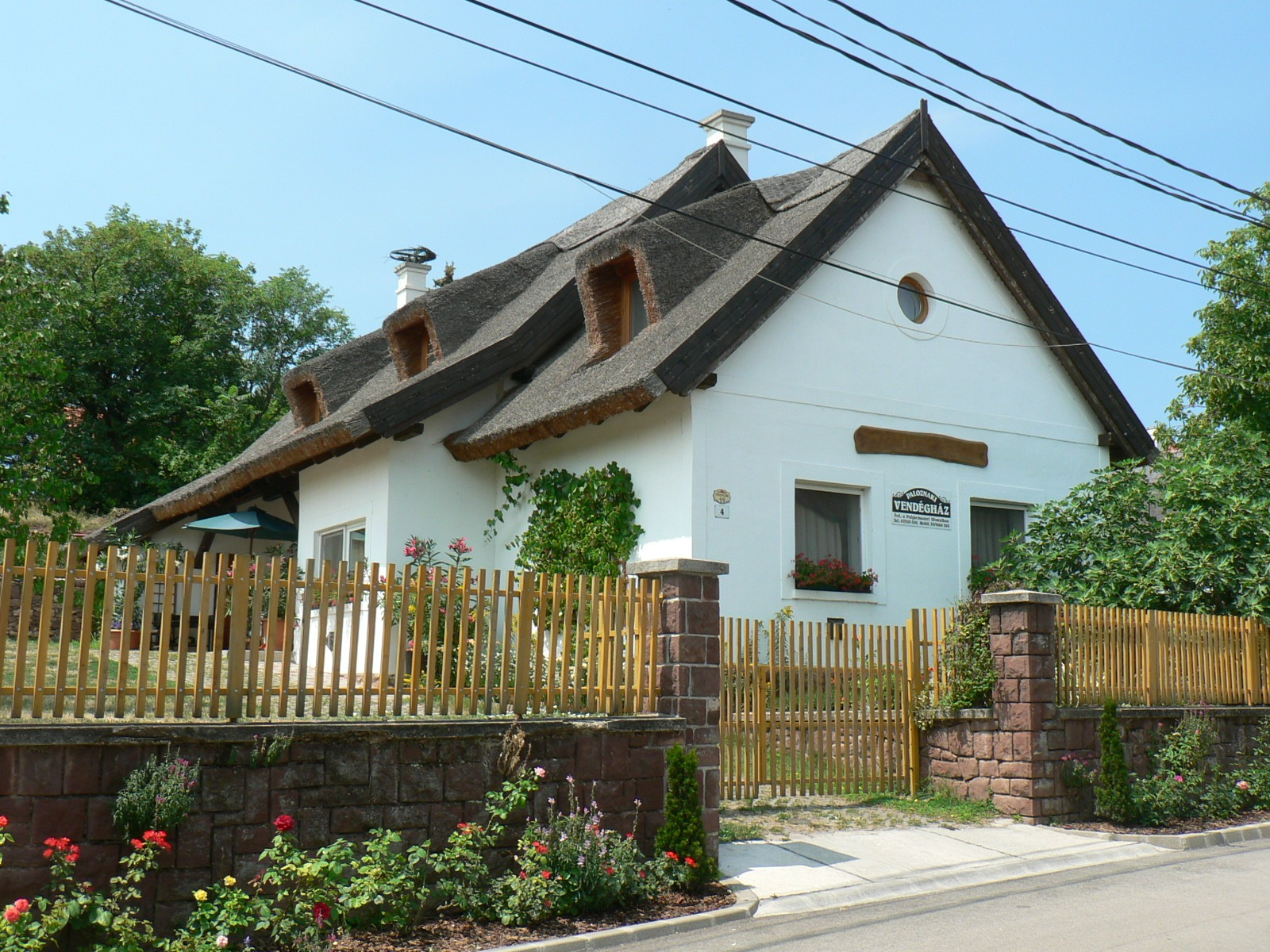
Jellegzetes paloznaki lakóház
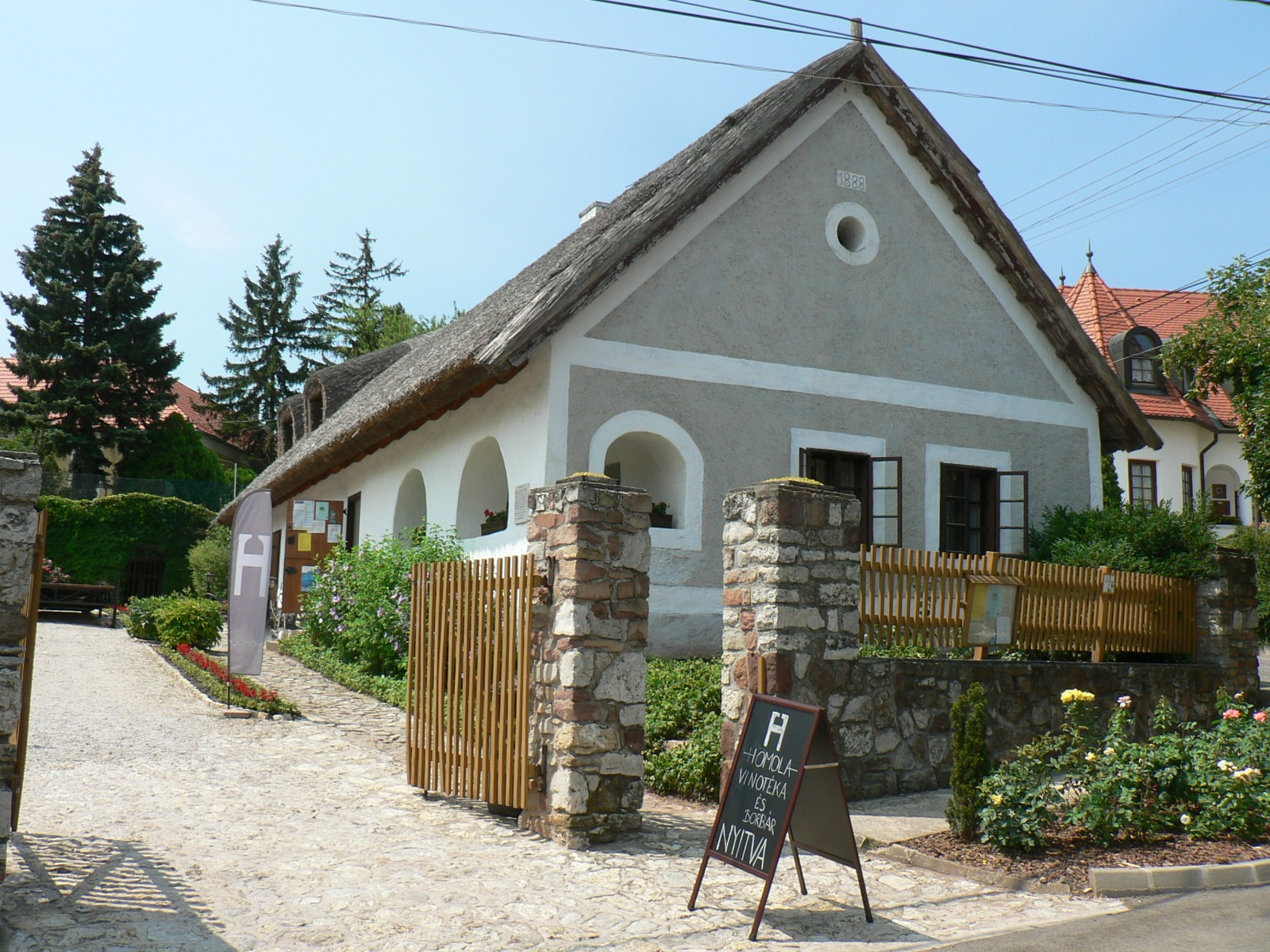
A Diószegi-ház
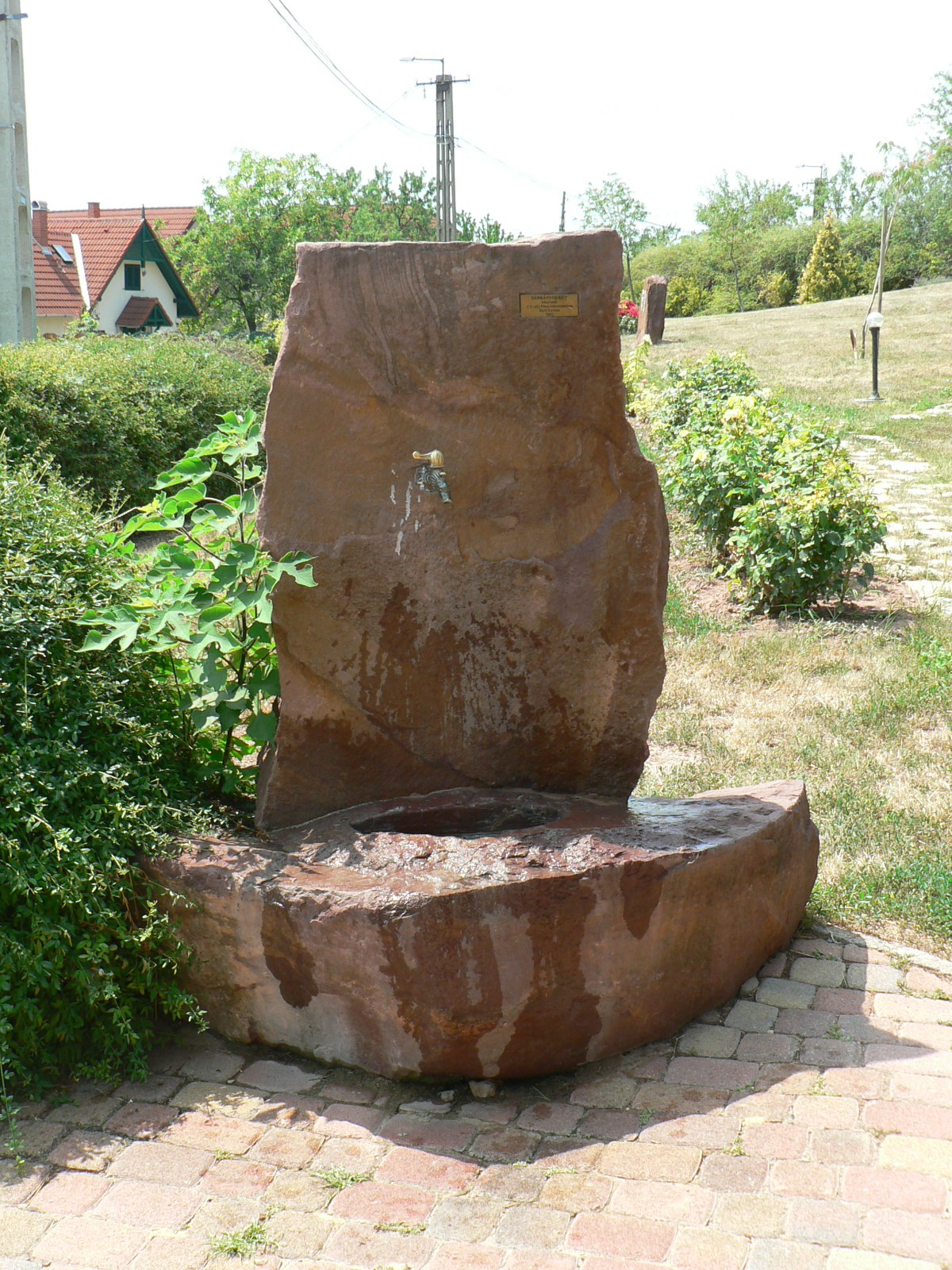
Sárkányos kút
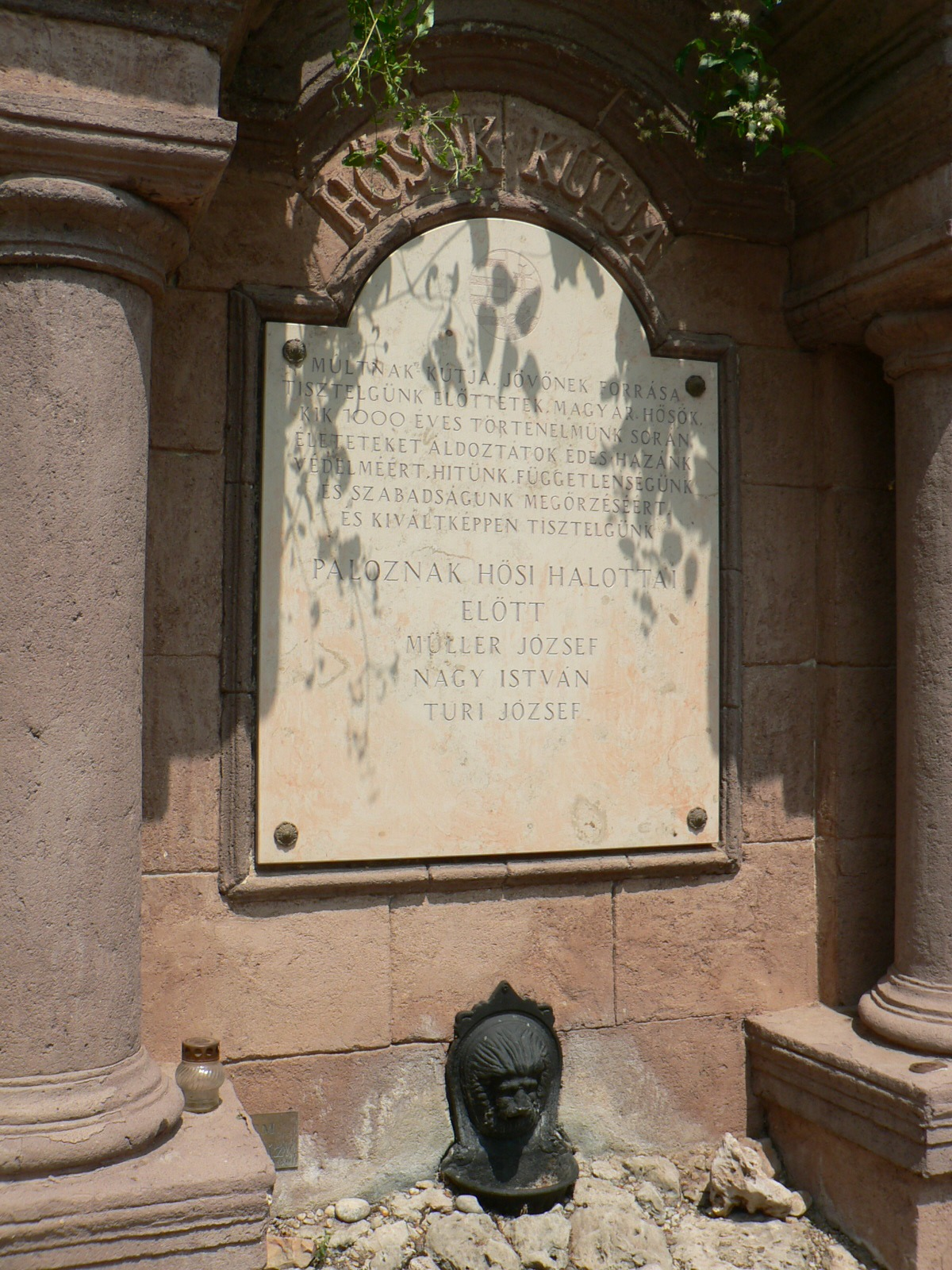
Hősök kútja
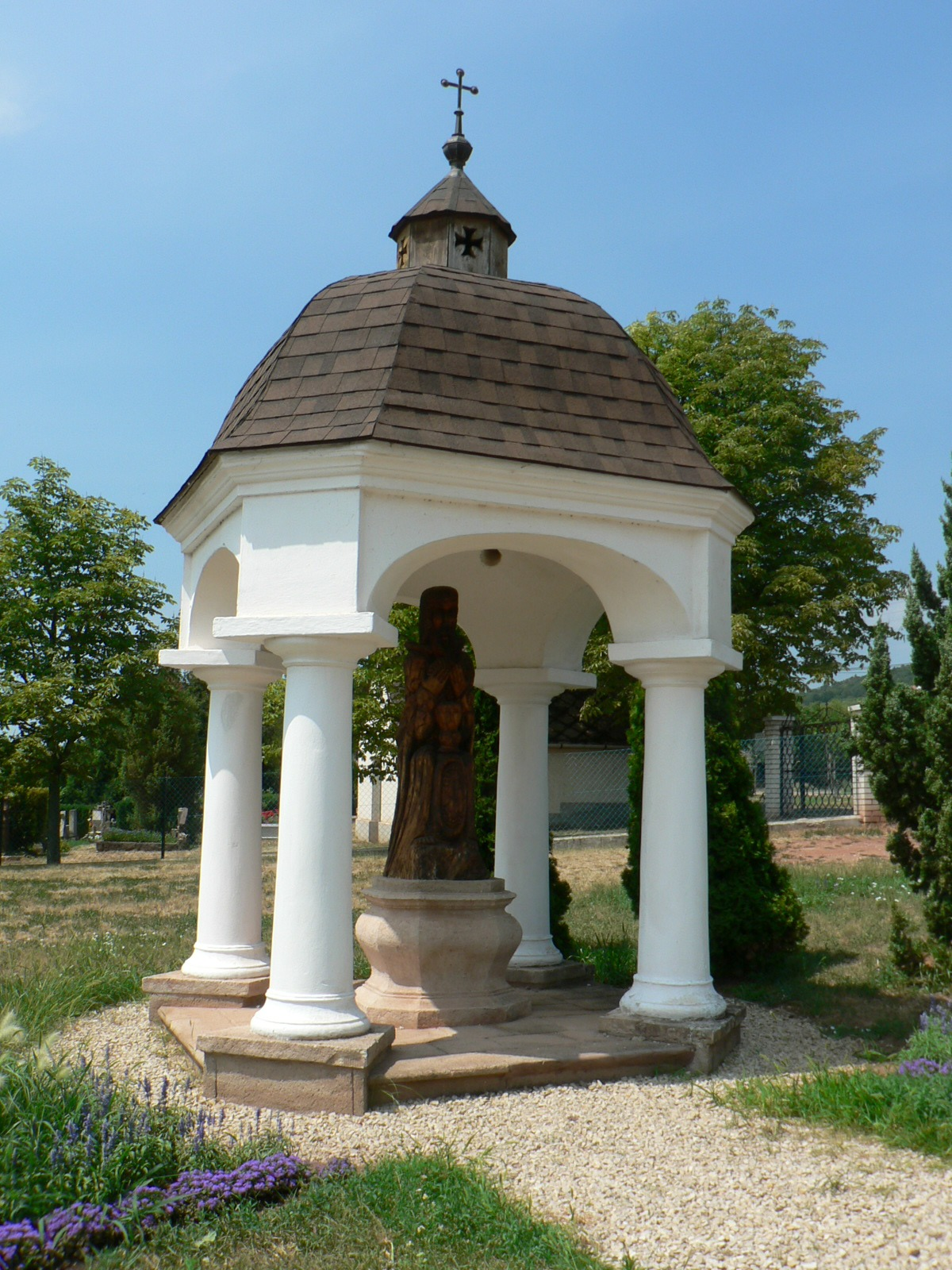
Emlékmű
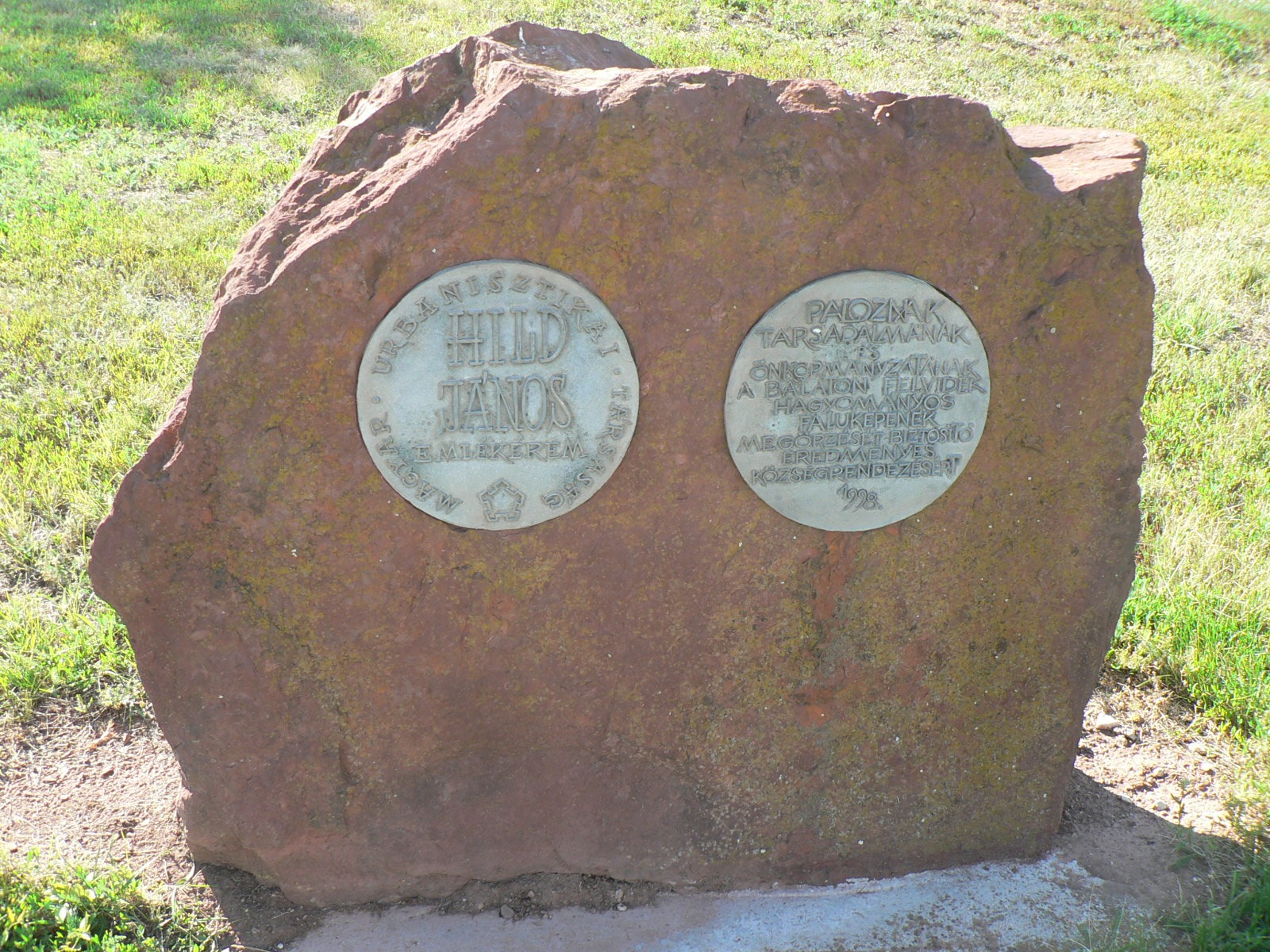
Hild János emlékműve
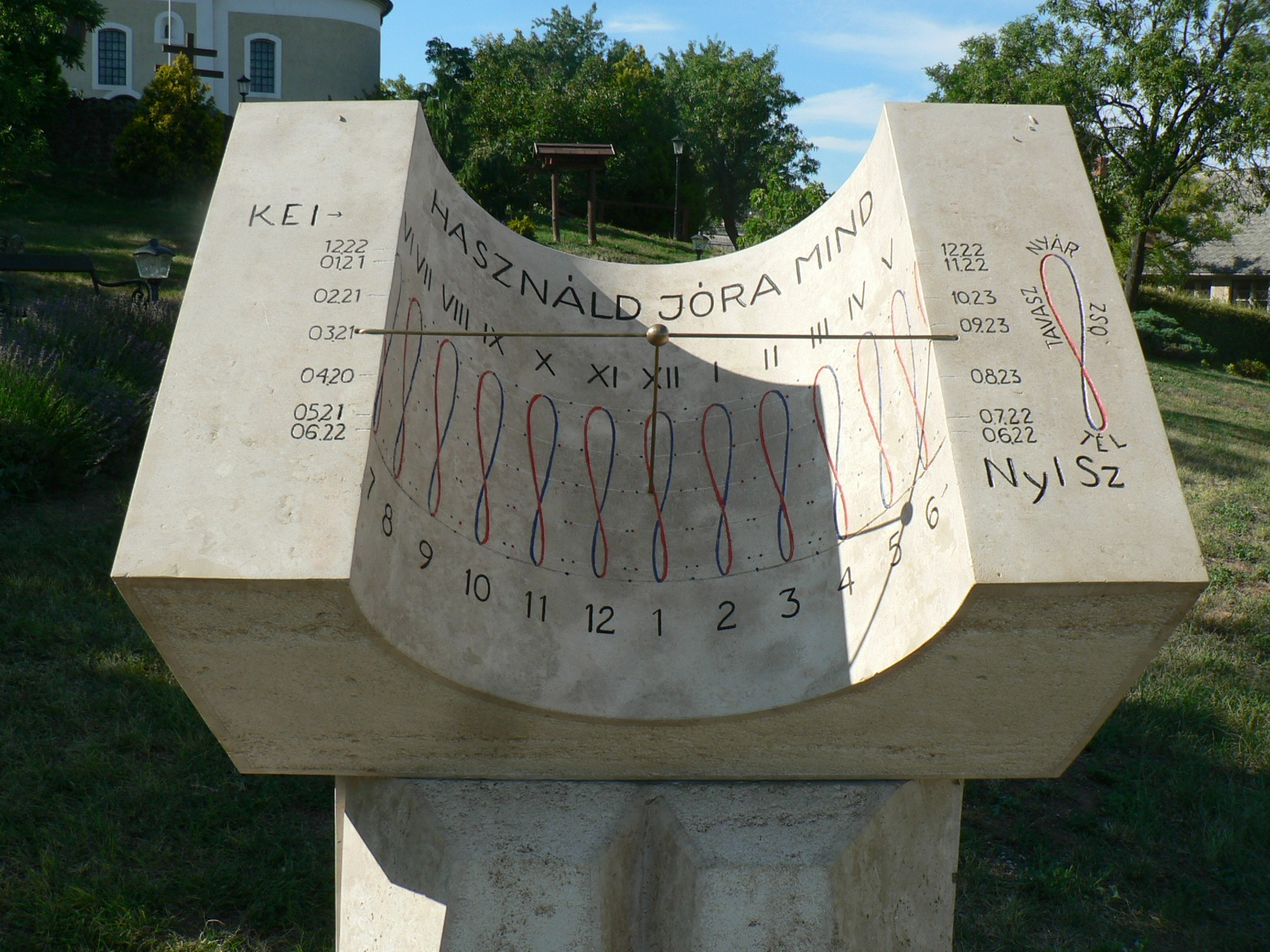
Napóra a faluközpontban
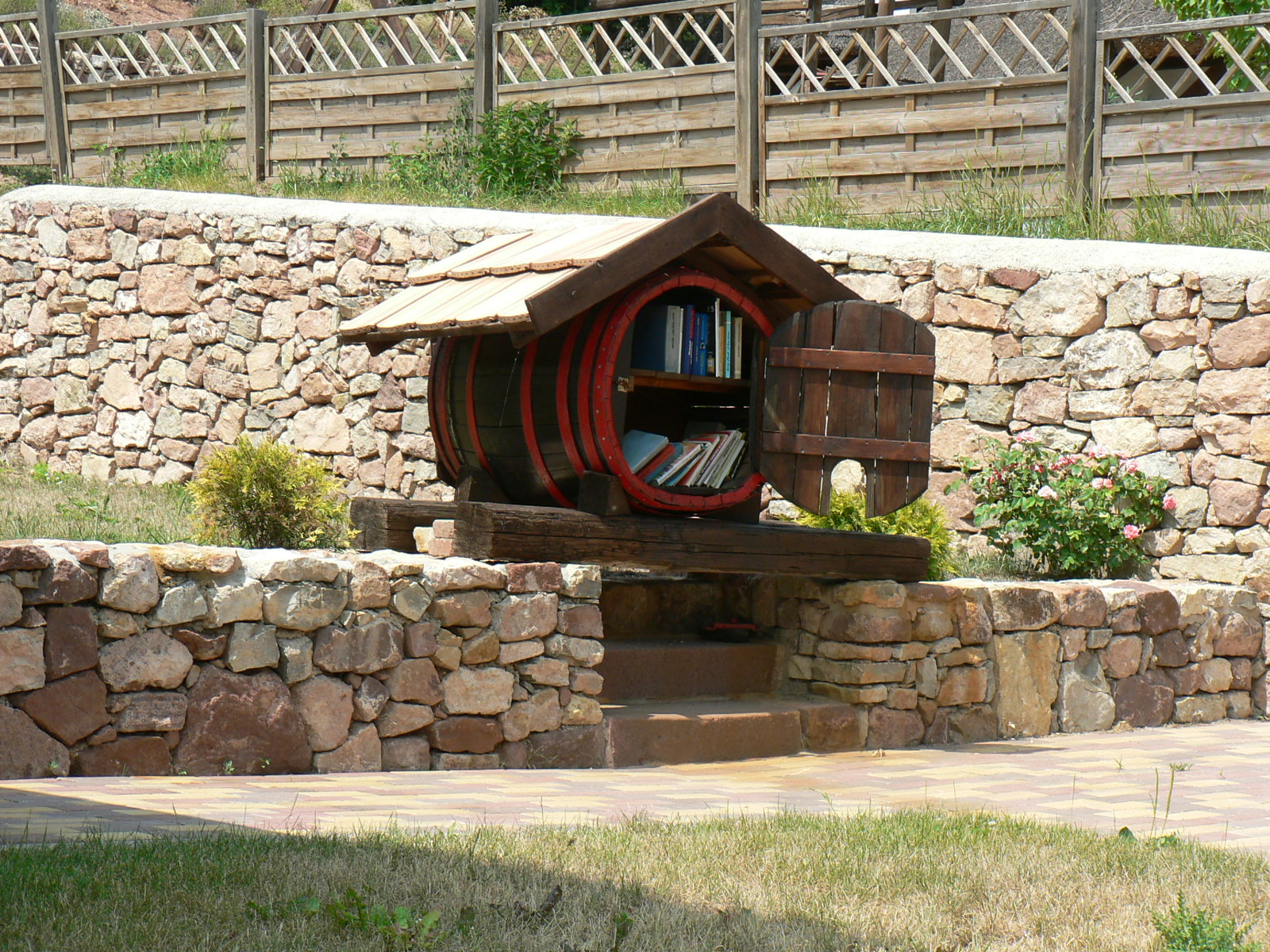
Könyvtárrá átalakított hordó Paloznakon
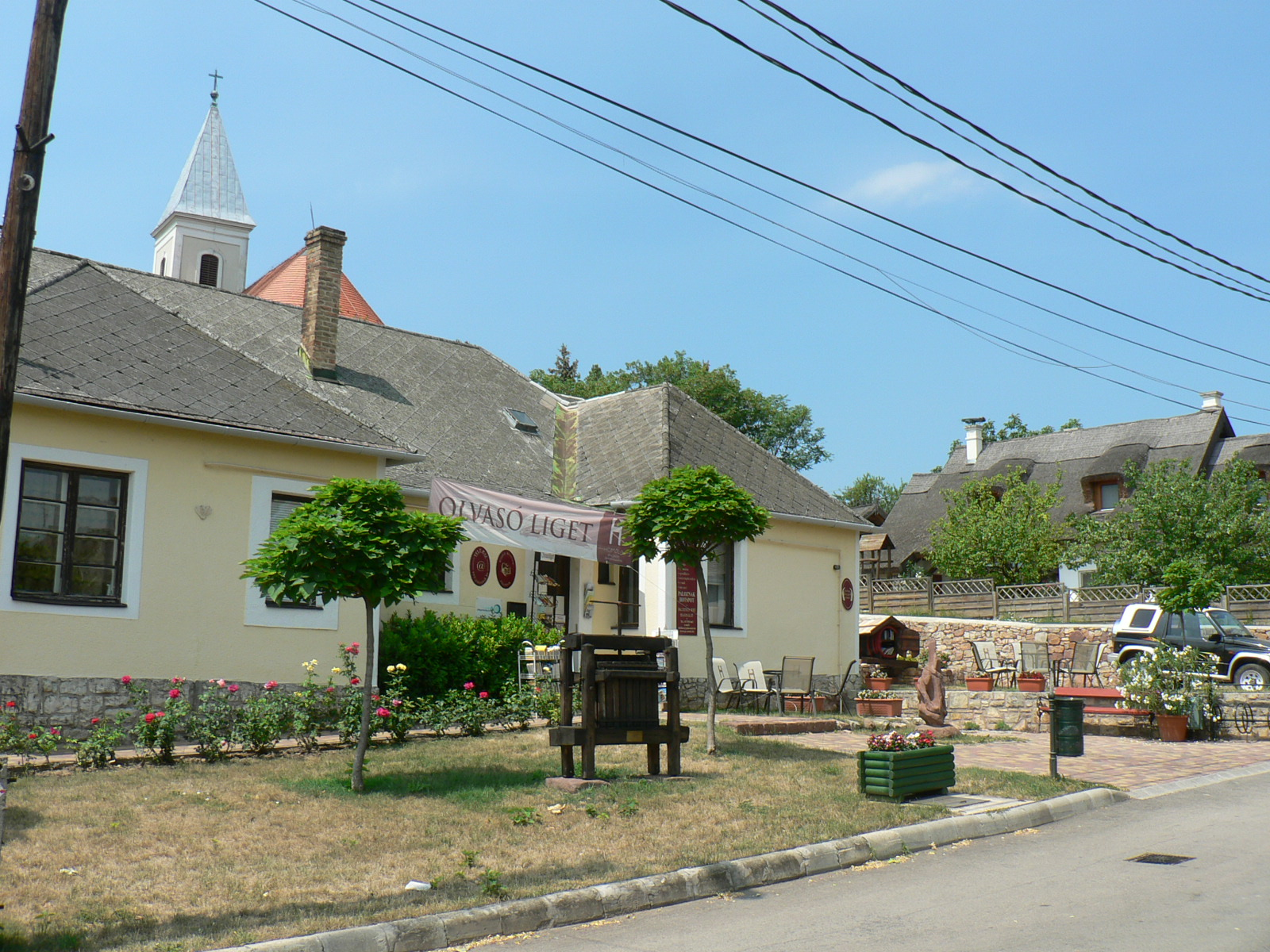
Paloznaki utcakép
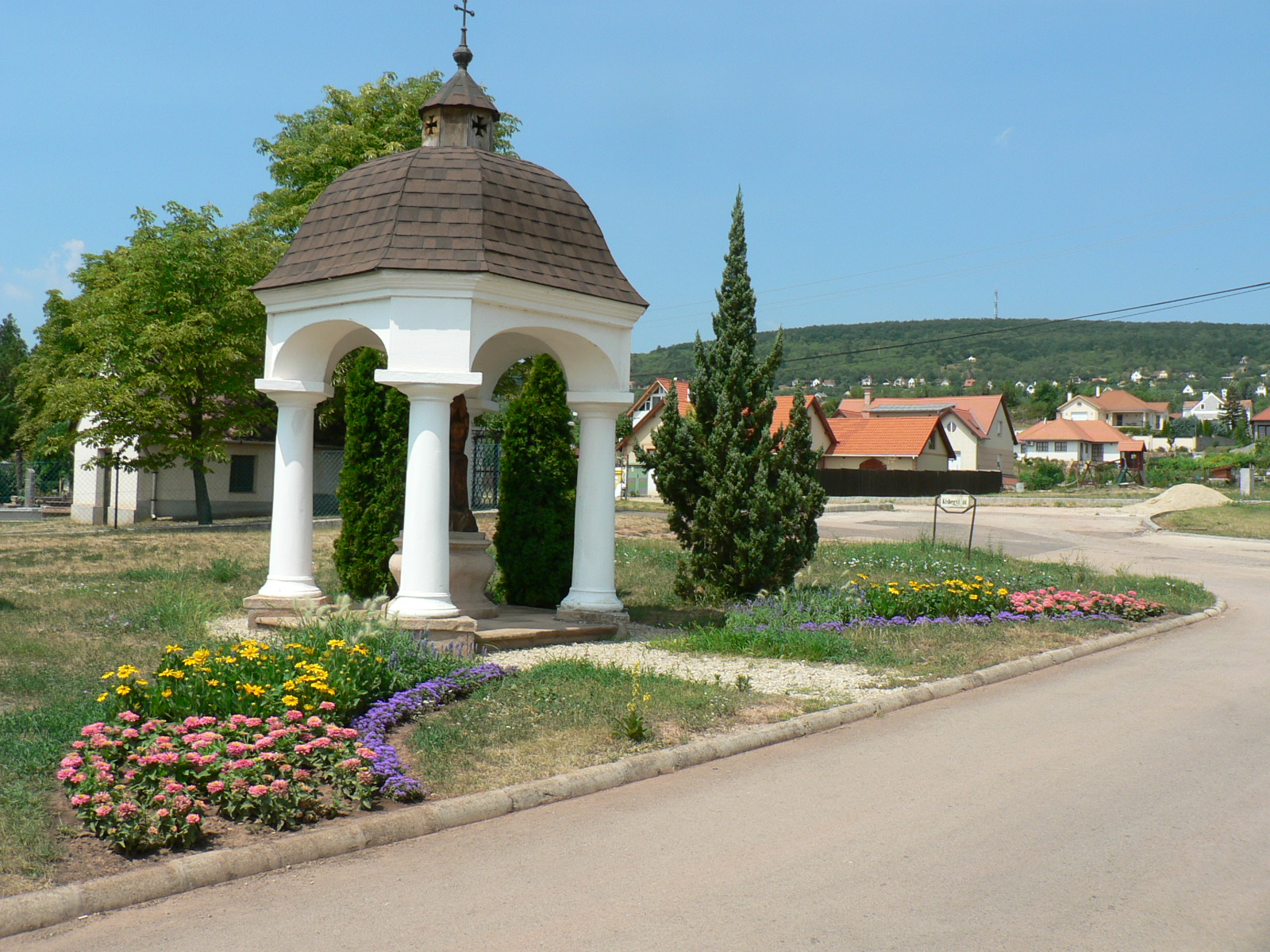
Paloznaki utcakép
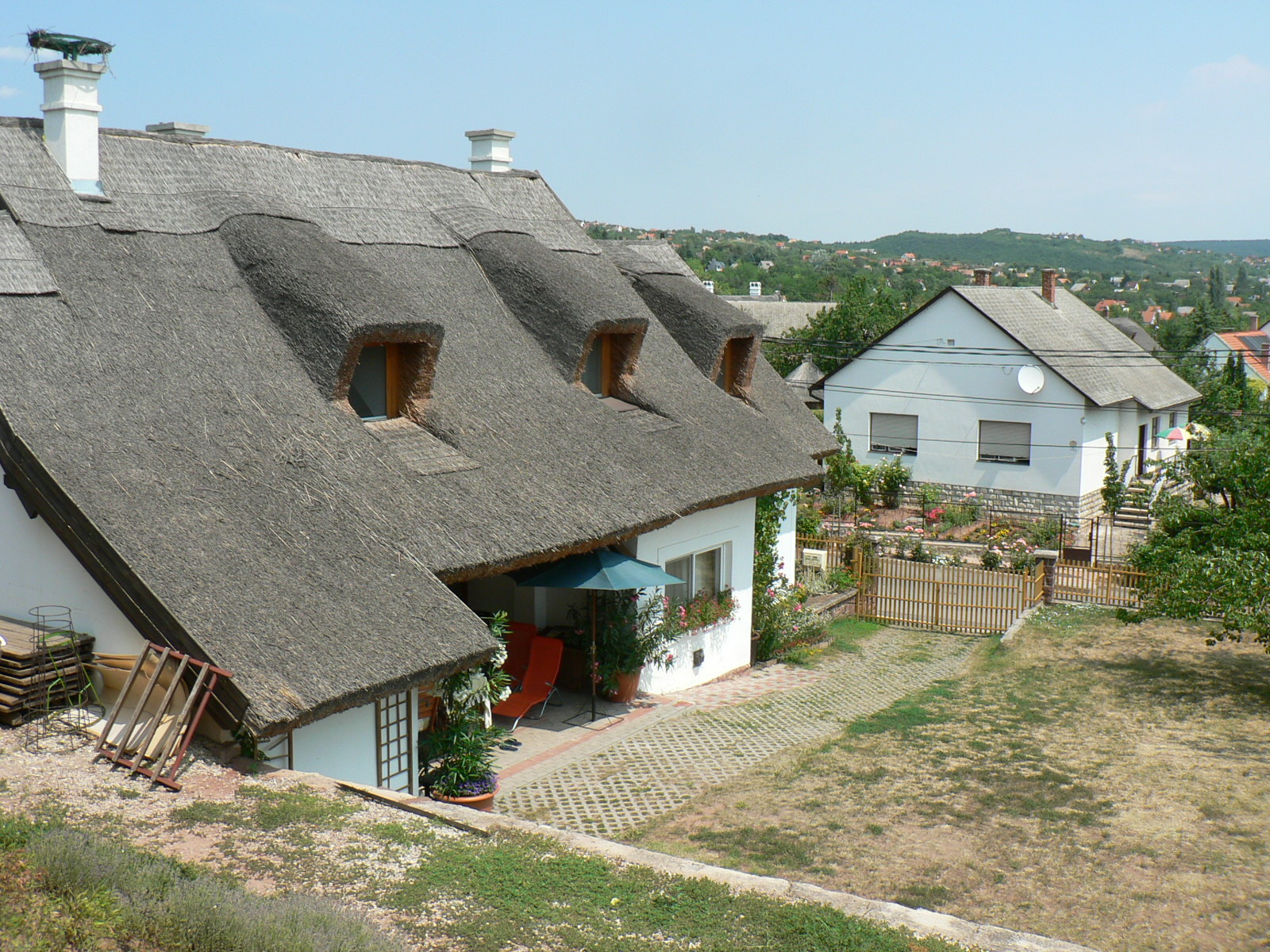
Paloznaki utcakép